# Heukareck
Das Heukareck ist der Hausberg von Schwarzach im Pongau und gehört zur Gemeinde Sankt Veit im Pongau. Der 2100 m ü. A. hohe Berg liegt im Süden von Schwarzach und ist eine der Höllwand (2287 m ü. A.) nördlich vorgelagerte Kuppe und der Endpunkt des Gamskarkogelkamms in der Ankogelgruppe. Er gehört zum 867,05 ha großen Naturschutzgebiet Paarseen-Schuhflicker-Heukareck.
Der Berg kann von mehreren Seiten unschwierig bestiegen werden. Von Schwarzach/St. Veit aus geht ein ziemlich steiler Weg über die Herzogalm auf den Gipfel. Die meisten Touren sind von Großarl (Schied) aus beschrieben. Hierbei geht man über die Niggeltalalm (Igltalalm) ins sehr wildreiche Niggeltal hinein. Lohnend ist eine Überschreitung des Heukarecks von Schwarzach/St. Veit nach Großarl oder auch umgekehrt. Eine erste touristische Ersteigung ist für den 31. Mai 1879 durch Ludwig Purtscheller dokumentiert.
Thomas Bernhard hat in seinem Buch Die Kälte – Eine Isolation über den Berg geschrieben. Er beschreibt, wie das Heukareck vier Monate lang ununterbrochen seinen Schatten auf das Tal von Schwarzach wirft: „Welche infame Scheußlichkeit hat sich der Schöpfer hier ausgedacht, was für eine abstoßende Form von Menschenelend.“ Die Sonnenstunden sind im Winter in Schwarzach wirklich rar.